# Eparchia fińska i wyborska
Eparchia fińska i wyborska, także eparchia fińska – eparchia Rosyjskiego Kościoła Prawosławnego działająca w latach 1892–1924. Obejmowała terytorium Wielkiego Księstwa Finlandii – części składowej Imperium Rosyjskiego, a następnie niepodległej Finlandii, do momentu ostatecznego zerwania podległości struktur prawosławnych na jej terenie wobec Patriarchatu Moskiewskiego. Następcą eparchii jest autonomiczny Fiński Kościół Prawosławny, podległy Patriarchatowi Konstantynopolitańskiemu.

## Historia
Eparchia powstała w 1892. Do tego momentu parafie prawosławne w Finlandii znajdowały się pod opieką biskupa wyborskiego, wikariusza eparchii petersburskiej i ładoskiej. W 1912 na terytorium eparchii znajdowało się 86 cerkwi i 90 kaplic, działały cztery monastery (trzy męskie, jeden żeński).
Po ogłoszeniu niepodległości przez Finlandię patriarcha moskiewski i całej Rusi Tichon zgodził się na przekształcenie eparchii fińskiej i wyborskiej w Kościół autonomiczny, pozostający jednak w podległości wobec Patriarchatu Moskiewskiego. Pod naciskiem świeckich władz Finlandii miejscowe duchowieństwo zwróciło się do patriarchy Konstantynopola o przyjęcie w jurysdykcję i nadanie autokefalii. Pierwsza prośba została spełniona, patriarcha Melecjusz IV utrzymał jednak status autonomiczny Kościoła. Oznaczało to ostateczne przekształcenie dawnej eparchii fińskiej i wyborskiej w Fiński Kościół Prawosławny. Mimo tego jeszcze w latach 1950–1953 Rosyjski Kościół Prawosławny powoływał locum tenens eparchii (kolejno metropolitę Grzegorza (Czukowa) i biskupa Michała (Czuba)).
Od 2013 Wyborg jest ponownie siedzibą eparchii Patriarchatu Moskiewskiego, która jednak obejmuje swoją jurysdykcją jedynie rejony priozierski, wsiewołoski i wyborski obwodu lenigradzkiego.

## Biskupi fińscy i wyborscy
- Antoni (Wadkowski), 1892–1898
- Mikołaj (Nalimow), 1898–1905
- Sergiusz (Stragorodski), 1905–1917
- Serafin (Łukianow), 1918–1924 (w ostatnich latach de facto jako zwierzchnik Fińskiego Kościoła Prawosławnego)